# Torre España
Der Torre España oder Torrespaña (im Volksmund auch Pirulí [span. für Lutscher]) ist ein 1982 in Stahlbetonbauweise errichteter Fernsehturm  in Madrid. Er ist 231 Meter hoch (ohne Antenne 220 Meter) und stellte damit bis zur Fertigstellung des Vierer-Hochhauskomplexes in der Cuatro Torres Business Area das höchste Gebäude der Stadt dar. Der Entwurf stammt von dem Architekten Emilio Fernández Martín de Velasco.
Der Torre España ist für die Öffentlichkeit nicht zugänglich. Nationale terrestrische Fernsehkanäle wie RTVE, Telecinco, Antena 3 und der autonome Kanal Telemadrid sowie einige Radiostationen senden vom Torre España.